# Seconda battaglia della Somme
La seconda battaglia della Somme fu combattuta durante la prima guerra mondiale sul fronte occidentale nel bacino del fiume Somme, a partire dalla fine dell'estate del 1918. Questa era una controffensiva in risposta dell'attacco tedesco noto come "Offensiva di primavera" e fu effettuata dopo una pausa per riposizionare e rifornire le truppe.
La differenza principale fra questa battaglia e l'omonima combattuta nel 1916 sta nel fatto che mentre la prima battaglia della Somme ha il merito di aver fermato quella che era cominciata come una travolgente offensiva tedesca, la seconda fu la parte centrale dell'avanzata Alleata che avrebbe poi portato i tedeschi alla resa ed alla firma dell'Armistizio di Compiègne.

## La battaglia
Il 15 agosto 1918, il generale Douglas Haig respinse la richiesta del generale Ferdinand Foch di continuare l'offensiva di Amiens. Invece Haig iniziò a pianificare un attacco ad Albert, che iniziò il 21 agosto. L'attacco principale fu lanciato dalla 3ª Armata britannica, in unione con il II Corpo d'armata americano.
Nel medesimo giorno si aprì la Seconda battaglia di Bapaume, che insieme all'offensiva di Albert segnò l'inizio di questa battaglia. In questa giornata gli Alleati avanzarono spingendo la 2. Armee tedesca indietro per 55 km, lungo un fronte che partiva da La Fère, a sud di San Quintino, ed arrivava fino a poco più a sud di Douai. Albert fu catturata il 22 agosto. Il 26 agosto, la 1ª Armata inglese avanzò per altri 12 km, in uno scontro che va sotto il nome di "seconda battaglia di Arras" Bapaume cadde il 29 agosto. L'Australian Corps attraversò la Somme nella notte del 31 agosto e spezzò le linee tedesche nelle battaglie del Mont St. Quentin e di Péronne. Il comandante della Fourth Army inglese, il generale Henry Rawlinson, descrisse l'avanzata australiana che avvenne tra il 31 agosto e il 4 settembre come la più grande azione militare della guerra.
Nella mattina del 2 settembre, dopo una feroce battaglia, il Canadian Corps prese il controllo della linea Drocourt-Quéant, che rappresentava il limite occidentale della linea Hindenburg. La battaglia fu combattuta dalla 1st Canadian Division, dalla 4th Canadian Division e dalla 52nd (Lowland) Infantry Division inglese. I tedeschi soffrirono perdite molto pesanti e i Canadesi catturarono più di 6 000 prigionieri, perdendo circa 5 600 uomini. Verso mezzogiorno della medesima giornata il comandante delle truppe tedesche, il generale Erich Ludendorff, decise di ritirarsi al di là del Canal du Nord.
Entro il 2 settembre, i tedeschi erano stati obbligati a ritirarsi verso la linea Hindenburg, dalla quale essi avevano lanciato la loro offensiva in primavera.
Lungo il loro cammino verso la Linea Hindenburg, in una feroce battaglia, i soldati canadesi, guidati dal generale Arthur Currie, superarono i terrapieni dell'incompleto Canal du Nord nel corso dell'omonima battaglia.
Verso la fine settembre, inizio ottobre, fu combattuta la battaglia del Canale di St. Quentin, dove le truppe americane ed australiane, comandate dal generale australiano John Monash, aprirono una breccia nella Linea Hindenburg. Poco dopo anche i Canadesi aprirono una breccia nella Linea Hindenburg, durante la seconda battaglia di Cambrai.
Una parte fondamentale delle linee di rifornimento tedesche correva parallelamente alla linea del fronte. La seconda battaglia della Somme era parte di una strategia che era stata ideata per spingere alcune parti delle linee tedesche dietro questa linea principale di rifornimento, tagliandola di fatto e rendendo impossibile il mantenimento efficiente delle forze tedesche sul fronte. La battaglia iniziò con la battaglia di Bapaume e, poco dopo, con la battaglia di Saint-Mihiel, al di fuori dell'area della Somme, che aveva lo scopo di ridurre i salienti prima che la linea di rifornimento fosse usata con fluidità.
Questa tattica funzionò ma necessitò, per raggiungere il successo, un lavoro molto determinato al Canale di St. Quentin, dove i difensori erano molto ben preparati.